# Suaeda fruticosa
Suaeda fruticosa là loài thực vật có hoa thuộc họ Dền. Loài này được Forssk. ex J.F.Gmel. miêu tả khoa học đầu tiên năm 1776.